# Volvo 440
O 440 foi um hatchback de segmento C com tração dianteira da Volvo. Foi lançado em 1987 para substituir o Volvo 340 e foi substituído pelo Volvo V40 em 1997.
Inicialmente era fabricado na Holanda, e era equipado com um motor projetado pela Renault de 1.700 cc.
Em 1991, o antigo motor foi substituído por versões de 1.600 cc e de 1.800 cc.
A partir de 1992, foi feita uma alteração na sua aparência e começaram a surgir versões equipadas com o motor de 2.000 cc.
Em 1994, começaram a surgir versões equipadas com o motor a diesel de 1.900 cc.
Algumas versões eram equipadas com transmissão continuamente variável (Câmbio CVT).